# Circus Varianus
Der Circus Varianus war ein antiker Circus und Teil der Palastanlage Sessorium in Rom.
Der etwa 565 m lange und 125 m breite Circus wurde im frühen 3. Jahrhundert entlang der Via Labicana errichtet und nach Kaiser Elagabal (Varius Avitus Bassianus) benannt. In den erhaltenen antiken Quellen wird er nur von der Historia Augusta erwähnt. Mit dem Bau der Aurelianischen Mauer lag ein Großteil der Anlage (ca. 80 %) außerhalb der Stadtmauern. Die Aurelianische Mauer wurde hierbei einfach mitten durch die Zuschauerränge parallel zu einer Stirnseite des Circus gebaut. Auf der Spina des Circus wurde der Obelisco Pinciano oder Antinous-Obelisk aufgestellt, der zuvor zum Grabmal des Antinoos gehörte, des Geliebten Kaiser Hadrians.